# Ernesto Geisel

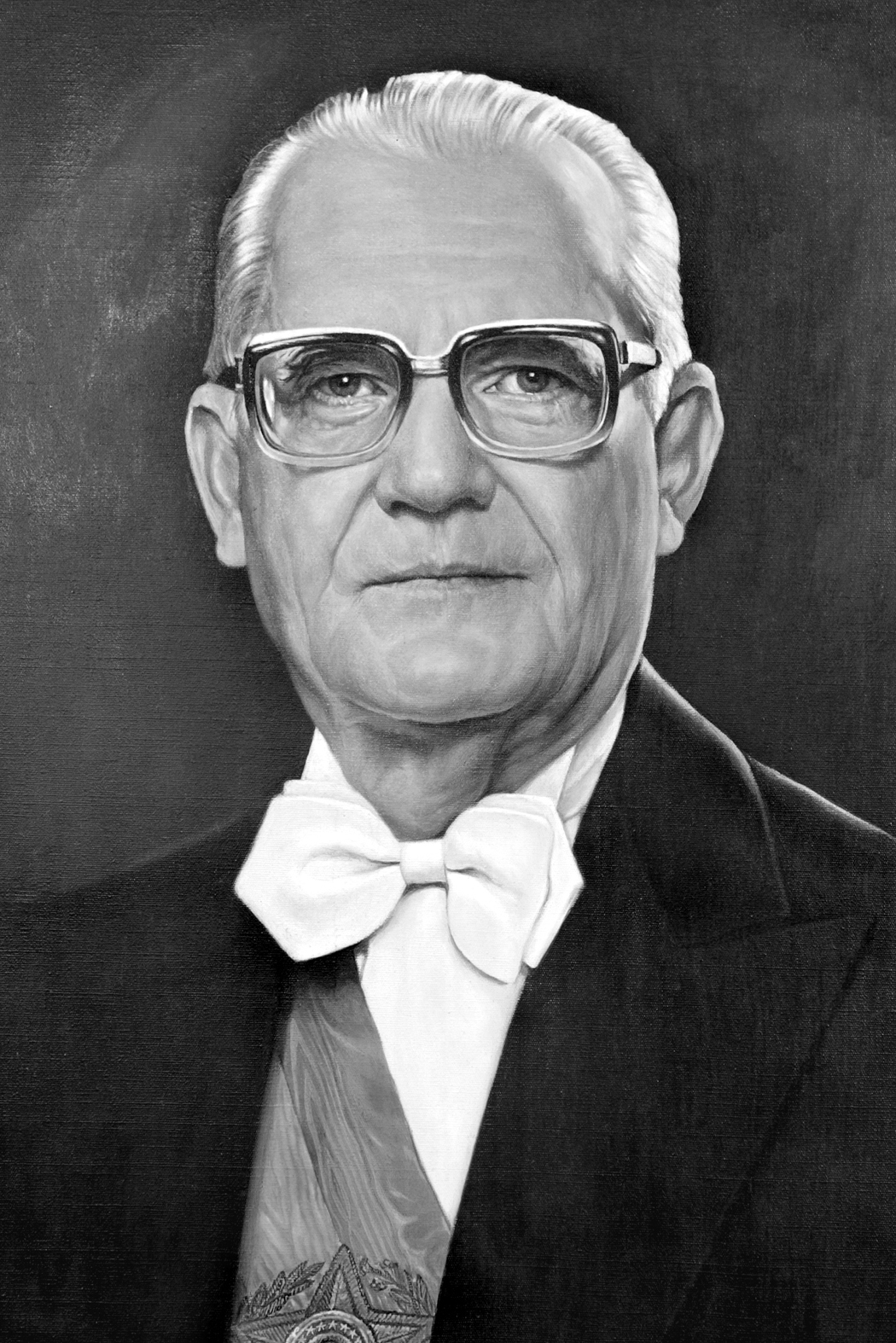
Ernesto Geisel

Ernesto Beckmann Geisel, född 3 augusti 1908 i Bento Gonçalves, Rio Grande do Sul, död 12 september 1996 i Rio de Janeiro, var en brasiliansk officer och politiker. Han var Brasiliens president 1974–1979. Geisel blev brigadgeneral 1960 och var med i kretsen av officerare som störtade president João Goulart 1964. Geisel var ordförande i det statliga oljebolaget 1969–1973 innan han tjänstgjorde som Brasiliens president 1974–1979.

## Biografi
Geisel var son till den tyske invandraren Wilhelm August Geisel som utvandrat från Herborn till Brasilien 1883. Ernesto Geisel genomgick militärutbildning och tillhörde de bästa eleverna vid militärakademierna i Porto Alegre och Rio de Janeiro. 1930 befordrades han till förstelöjtnant och samma år stödde han Getúlio Dornelles Vargas militärkupp. 1945 var Geisel med och störtade Vargas vid en militärkupp och blev sedan generalsekreterare vid nationella säkerhetsrådet och militärattaché vid ambassaden i Uruguay. 1957 blev han militärens representant i det nationella oljerådet. 1960 brigadgeneral och i samband med statsstrejken 1964 utsedd till militärchef under Humberto Castelo Brancos regering. 1969 utsågs Geisel till president för Petrobrás, Brasiliens statliga oljebolag. 
1974 valdes han som efterträdare till Emílio Garrastazu Médici som Brasilien president. Hans tid som president gav vissa lättnader men militärregimen styrde alltjämt statsapparaten. Brasilien fortsatte att ha en hög tillväxt och genom en "pragmatisk nationalism" att stödja den inhemska industrin. Mot slutet hans tid vid makten avskaffades censuren och tortyren av politiska fångar. Undantagstillståndslagen från 1968 avskaffades 1978.